# Fendi
Fendi ist ein international tätiges italienisches Modeunternehmen, besonders bekannt für seine Pelzwaren, Handtaschen und sonstigen Lederwaren.
Fendi wurde 1925 als Handelsfirma für Pelze und Leder in Rom etabliert. Die weltweit renommierte Marke für Luxusgüter wird seit 1999 unter dem Dach des LVMH-Konzerns geführt. Unter dem Markennamen Fendi werden unter anderem über ein weltweites Netz von fast 200 eigenen Boutiquen hochpreisige Bekleidung und Accessoires für Damen, Herren und Kinder sowie Pelze, Lederwaren, Uhren, Parfüm und Einrichtungsgegenstände angeboten. Der Deutsche Karl Lagerfeld war von 1965 bis zu seinem Tod im Februar 2019 Chef-Designer der Fendi-Damenkollektionen.

## Geschichte

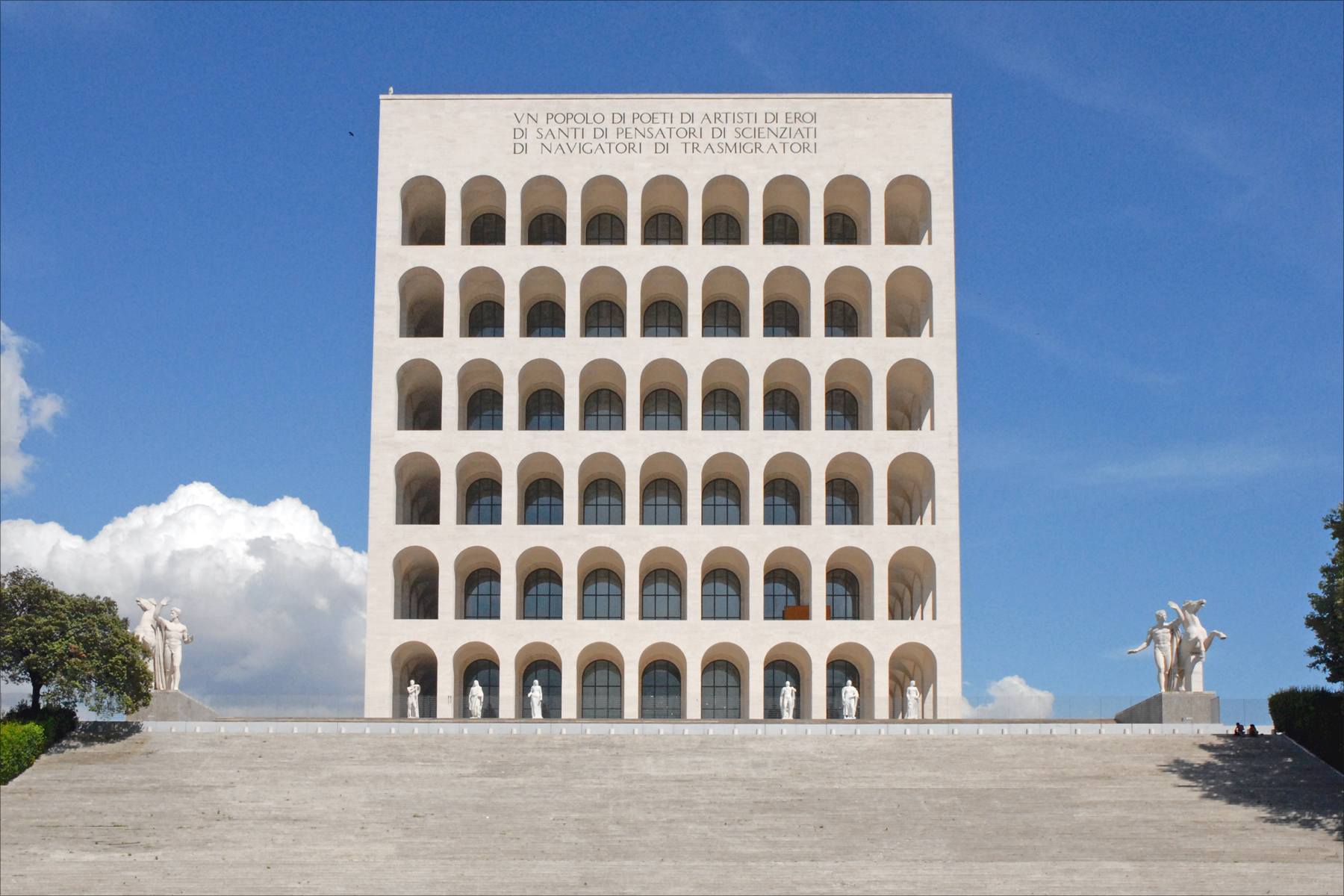
Sitz von Fendi in Rom, Palazzo della Civiltà Italiana

### Gründung
Die Geschichte des Modehauses begann 1918 mit der Eröffnung eines Geschäfts für Pelze und Lederwaren in der Via del Plebiscito in Rom durch Adele Casagrande (1897–1978). Nach der Heirat Casagrandes mit Edoardo Fendi (1904–1960) im Jahr 1925 trafen die Eheleute die Entscheidung, das Unternehmen in Fendi umzubenennen. Dieses Datum gibt Fendi als Gründungsjahr des Unternehmens an. Das Geschäft florierte und einige Jahre später, 1932, wurde ein neues Ladengeschäft in der Via Piave eröffnet. Das Ehepaar Fendi hatte fünf Töchter: Paola (* 1931), Anna (* 1931), Franca (1935–2022), Carla (1937–2017) und Alda (* 1940), die 1946 nach dem Zweiten Weltkrieg allesamt in den elterlichen Betrieb einstiegen. 1955 veranstaltete Fendi die erste Pelz- und Lederwaren-Modenschau. 1964 erbte jede der Fendi-Töchter 20 % am elterlichen Unternehmen und sorgte fortan für einen eigenen Geschäftsbereich: Paola kümmerte sich um die Pelzkollektion, Anna um Lederwaren und Accessoires, Alda war für den Vertrieb zuständig, Franca für Werbung und die Kundenbeziehungen, und Carla Fendi koordinierte die Geschäftsführung.

### Karl Lagerfeld

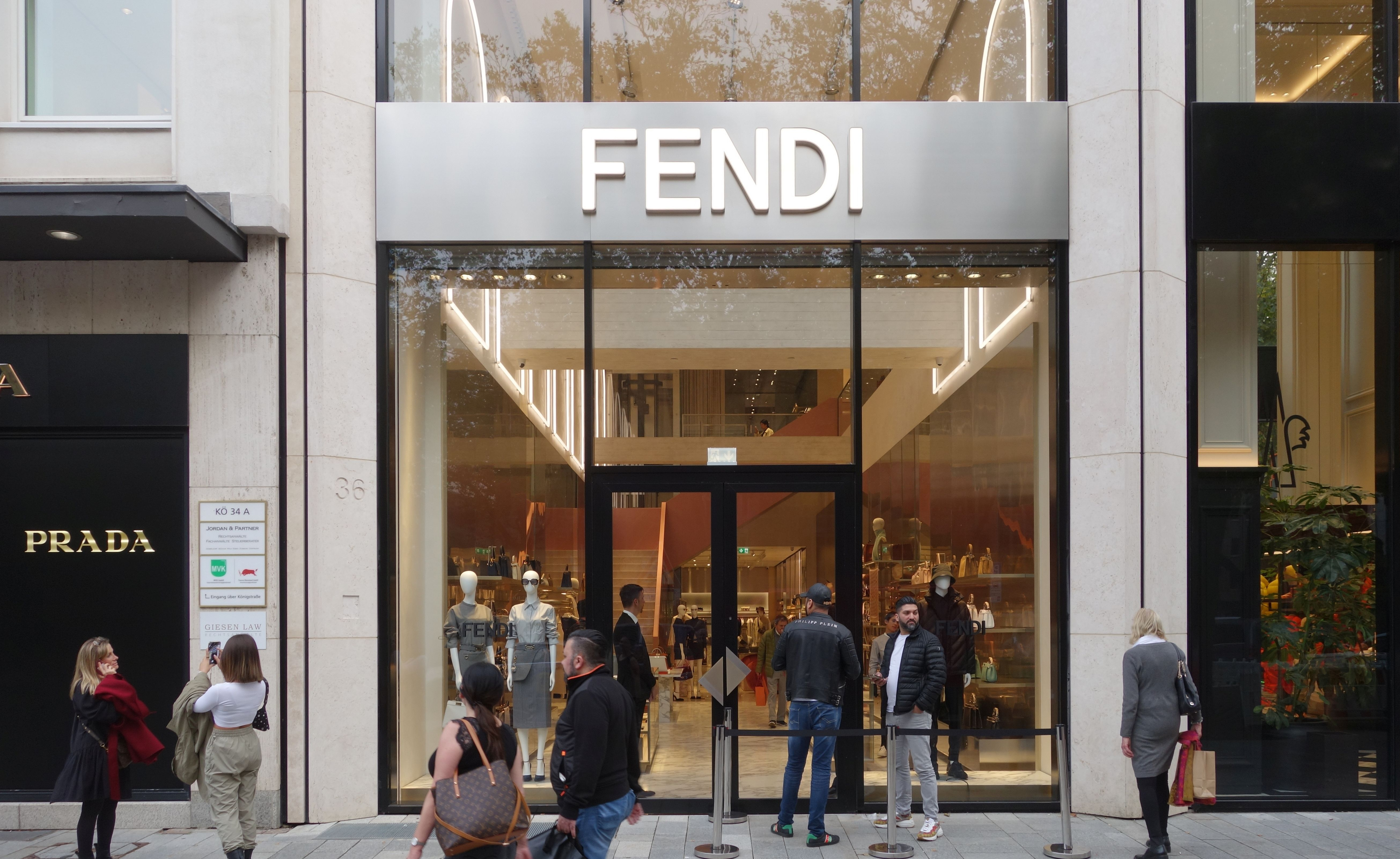
Neu eröffnete Filiale in Düsseldorf (Oktober 2022)

Im Jahre 1965 verpflichteten die Fendi-Schwestern erstmals den deutschen Modeschöpfer Karl Lagerfeld als Designer, der zu der Zeit ein aufsteigender Stern am Pariser Modehimmel war und für Fendi das weltweit bekannte, umgekehrte FF-Logo (das sog. „Doppel-F“-Symbol bzw. „Zucca“-Logo) kreierte. Das Logo entwickelte sich schnell zu einem internationalen Status-Symbol und findet sich auf einer Vielzahl von Fendi-Produkten wie Handtaschen, Brieftaschen und Reisegepäck, aber auch auf Kleidungsstücken. Lagerfeld war bis zu seinem Ableben im Jahr 2019 bei Fendi als Modedesigner beschäftigt. Ab 1968 wurden zunächst der US-amerikanische und dann der japanische Markt erschlossen. Die erste US-Boutique eröffnete 1985 in Manhattan. Im Jahr 1969 präsentierte Fendi erstmals eine Pelz-Kollektion im Palazzo Pitti in Florenz. Diese „Haute Fourrure“ (dt. „Gehobene Pelzmode“, in Anlehnung an Haute Couture) war allerdings so teuer, dass die Fendi-Schwestern entschieden, im selben Jahr eine eigene Ready-to-wear-Kollektion für Pelzmode zu kreieren. 1977 wurde die Fendi-Damenmode lanciert, welche in Folge um Accessoires und Parfums ergänzt wurde. Seit 1990 bietet Fendi auch Herrenmode an. 1983 wurde das sogenannte Pequin-Muster eingeführt, eine Anordnung von abwechselnd goldbraunen und dunkelbraunen, breiten Längsstreifen, die bis heute als Erkennungszeichen für Fendi dienen.

### Krisenzeiten
Ende der 1980er, Anfang der 1990er Jahre geriet das Haus Fendi in eine Krise. Die Pelzkollektion entsprach nicht mehr der damaligen politischen Korrektheit, das Image des Hauses wurde durch unzählige Fälschungen der Produkte stark beschädigt, die Umsätze brachen ein. In Folge wurde das Konfektionskleidungs-Segment ausgebaut. Die von Silvia Venturini Fendi (* 4. August 1960), Tochter von Anna Fendi, 1987 lancierte jugendliche Zweitkollektion Fendissime für Damen wurde erweitert. Unter Venturini Fendis Führung wurde die komplett handgefertigte Selleria (deutsch Sattlerwaren) Lederwaren-Kollektion – ursprünglich von Adele Fendi 1938 lanciert und später vernachlässigt – wieder ins Leben gerufen. Die von Venturini Fendi 1999 entworfene Baguette-Handtasche wurde zum Synonym der Marke Fendi. Weitere Verkaufsschlager sind die von ihr designten Handtaschenmodelle Spy Bag (2005), B Fendi Bag (2006) und Peekaboo (2009). Die Fendi Casa Heimartikel- und Möbelkollektion wurde 1989 erschaffen.

### LVMH

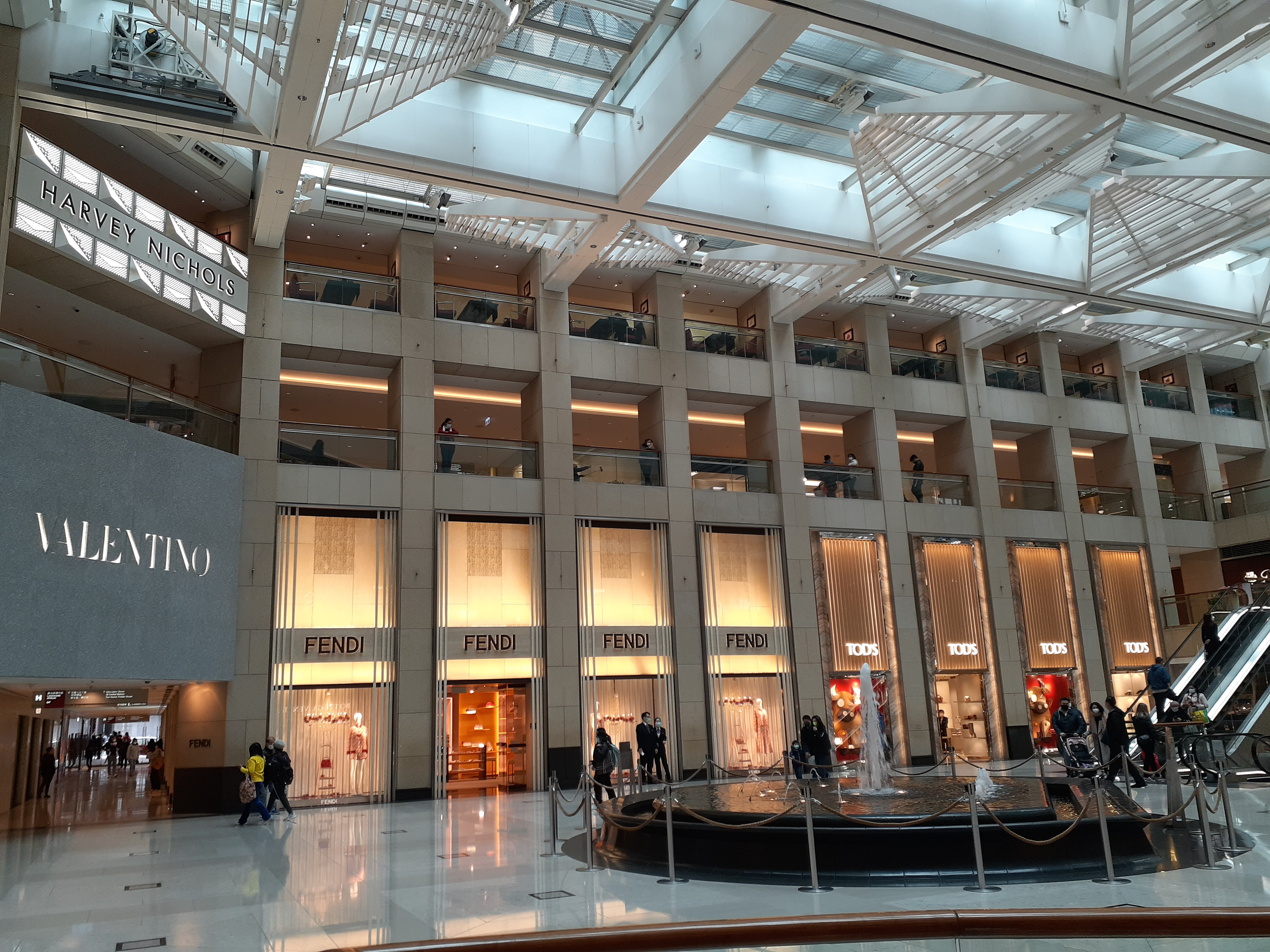
Fendi-Boutique in Hongkong (2021)

Im Jahr 1999 verkauften die Fendi-Schwestern 51 % des Unternehmens für geschätzte 850 Millionen US-Dollar zu gleichen Teilen an den französischen Luxusgüterkonzern LVMH und das italienische Modeunternehmen Prada. Ende 2001 übernahm LVMH den Anteil von Prada für 295 Millionen Euro und kaufte ab Mitte 2002 bis 2007 die verbleibenden Anteile der Fendi-Familienmitglieder, zuletzt die von Carla Fendi. Der Umsatz lag 2001 bei 265 Millionen Euro, wovon 60 % durch Lederwaren generiert worden waren. Mit der Übernahme durch LVMH begannen umfangreiche Investitionen in das Unternehmen, vergebene Lizenzen wurden zurückgeholt, das Schuh-Segment wurde ausgebaut und die weltweite Expansion vorangetrieben. Dazu wurden in den folgenden Jahren unter anderem in London, Paris, New York City, Beverly Hills, Honolulu, Moskau, Dubai, Tokio, Osaka, Hongkong (2×) und Shanghai luxuriöse Fendi-Boutiquen als Aushängeschilder eröffnet.

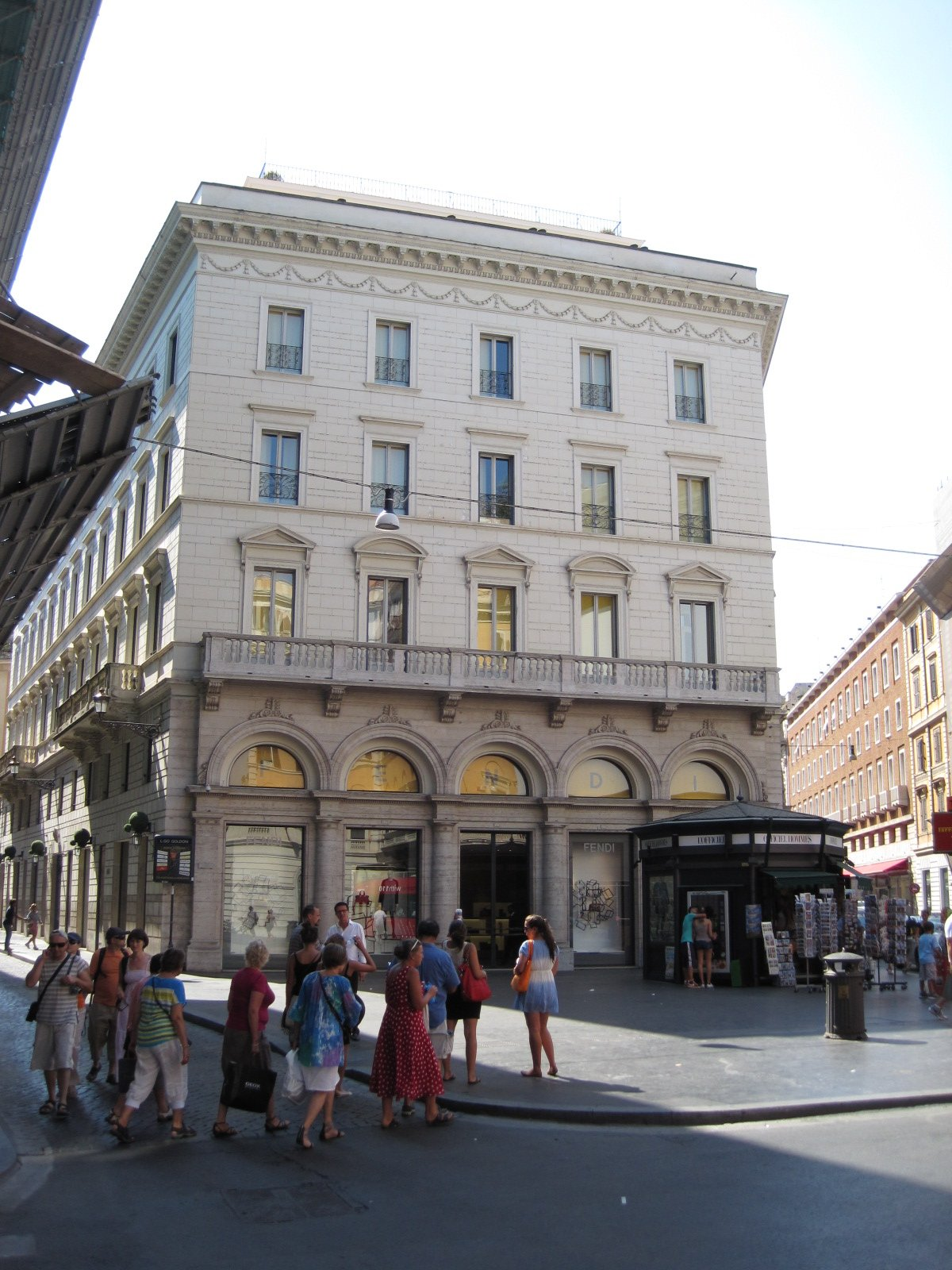
Fendi Goldoni, Rom (2014)

2005 wurde am Largo Carlo Goldoni in Rom der Palazzo Fendi (ehemals Palazzo Boncompagni) eingeweiht, in dem die Firmen-Zentrale sowie ein Fendi-Flagshipstore untergebracht wurden. Ende 2007 zeigte Fendi, im Zuge der Expansion auf dem chinesischen Markt, und als erstes Modeunternehmen überhaupt, auf der Chinesischen Mauer eine Modenschau mit 88 Models auf 88 Meter Laufsteg (Frühjahrs-Damenmodekollektion 2008), die geschätzte 10 Millionen US-Dollar gekostet haben soll. Ende 2011 gab es allein in der Volksrepublik 20 Fendi-Ladengeschäfte. 2008 wurde die Fendi-Boutique auf der Pariser Edel-Modemeile Avenue Montaigne eröffnet. 2010 kam mit Fendi Junior eine als Lizenz vergebene Kinderkollektion zum Portfolio hinzu, nachdem zuvor bereits eine Babykollektion angeboten worden war.
Fendi unterstützte die Renovierung der Fontana di Trevi mit 2,18 Millionen Euro, die Ende 2015 abgeschlossen wurde. Im Juli 2016 präsentierten Lagerfeld und Venturini Fendi die Damenkollektion auf einem durchsichtigen Laufsteg, der über das Wasser des Trevi-Brunnens gelegt worden war.

### Fendi heute
Der Chefdesigner der Fendi-Damenlinie war 54 Jahre lang Karl Lagerfeld. Silvia Venturini Fendi war seit 1994 Co-Designerin der Damenlinie, Chefdesignerin für Accessoires und Lederwaren sowie seit 2004 Designerin der Fendi-Herrenkollektion. Nach Lagerfelds Tod Anfang 2019 übernahm Venturini Fendi auch die Gesamtverantwortung für die Fendi-Damenlinie.
Im September 2020 nominierte LVMH auf Anregung Venturini Fendis hin den britischen Designer Kim Jones als künstlerischen Leiter der Fendi-Damenkonfektion, der neu eingeführten Haute Couture und der Pelzkollektion. Jones verantwortet parallel seit 2018 die Herrenkollektion Dior Men bei Christian Dior. Silvia Venturini Fendi behielt die Design-Verantwortung für Accessoires, Lederwaren sowie die Herrenkollektion. Ende Januar 2021 präsentierte Jones Fendis erste Haute Couture Frühling-/Sommer-Kollektion. Das Modehaus war dafür als membre correspondant (korrespondierendes Mitglied) vom Pariser Modeverband Chambre Syndicale de la Haute Couture aufgenommen worden. In der Vergangenheit hatte Fendi Kollektionen im obersten Preissegment als Haute Fourrure mit Schwerpunkt Pelzmode lediglich für die Saisons Herbst/Winter präsentiert.
Der CEO und Geschäftsführer von Fendi war von 2004 bis 2012 der von Bernard Arnault eingesetzte Michael Burke. Von 2012 bis 2018 bekleidete der ehemalige Louis Vuitton Manager Pietro Beccari diesen Posten. Auf ihn folgte Anfang 2018 Serge Brunschwig, ein LVMH-Manager seit 1995.
2015 verlegte Fendi die Verwaltung für zunächst 15 Jahre in den zuvor umfangreich renovierten Palazzo della Civiltà Italiana in einem Außenbezirk von Rom. In das Goldoni-Gebäude mit Fendi-Flagshipstore im Erdgeschoss zogen ein Fendi-Hotel und ein gehobenes japanisches Restaurant ein.

## Portfolio

### Prêt-à-porter
Das Haus Fendi bietet für Damen und Herren je eine hochpreisige Konfektions-Kollektion unter dem Namen Fendi an, welche beide bei den jeweils zweimal jährlich stattfindenden Mailänder Modewochen der internationalen Fachpresse präsentiert werden und über die Fendi-Boutiquen und den gehobenen Fachhandel vertrieben werden. Zusätzlich gibt es je eine Accessoires-Linie für Damen (Taschen, Kleinlederwaren, Gürtel, Schuhe, Brillen, Uhren und Foulards) und Herren (Taschen, Geldbörsen, Gürtel, Brillen, Uhren und Krawatten). Im Jahr 2017 wurden die Accessoires durch eine Fendi-Sonderedition des Reisegepäckherstellers Rimowa ergänzt.
Die „junge“ Linie von Fendi, Fendissime (vergleichbar mit Miu Miu von Prada), wurde 1987 von Silvia Venturini Fendi kreiert. Ende 2001 beschloss das Unternehmen, die Linie vom Markt zu nehmen, um sich auf die Kernmarke zu konzentrieren.

### Pelze
Fendis international renommierte Linie für Pelze unterscheidet die Marke von der Konkurrenz und zählt zu den wenigen Anbietern einer großen Auswahl an Pelzen. Naomi Campbell verlor ihre Position als Sprecherin von PETA, nachdem sie sich 1997 auf einer Fendi Modenschau im Pelz gezeigt hatte.

### Fendi Casa
Bei Fendi Casa werden seit 1989 Alltagsgegenstände mit dem Stil von Fendi neuinterpretiert. Vom Bett oder Sofa bis zum Kronleuchter ist alles erhältlich.

### Parfüm
Fendi lancierte das erste Parfüm, Fendi for Women, im Jahr 1985. Später kamen unter anderem noch die Damenparfums Asja (1992), Fantasia (1996), Theorema (1998) und Celebration (2004), sowie die Herrenparfums Fendi Uomo (1988), Life Essence (1996) und Theorema Uomo (2001) hinzu. Nach der Übernahme durch LVMH wurden bis 2005 alle bis dahin von YSL Beauté produzierten Düfte vom Markt genommen. LVMH lancierte 2007 den Duft Fendi Palazzo, dessen Flasche die Fassade des Palazzo Fendi in Rom zierte, stoppte das Produkt allerdings 18 Monate später wegen unzufriedenstellender Verkaufszahlen. Mit Fan di Fendi (Damen) kehrte Fendi 2010 auf den Parfüm-Markt zurück; das gleichnamige Pendant für Herren wurde 2012 lanciert. Mitte 2013 wurde Fendi L’aquarossa für Damen präsentiert, 2014 das Damenparfüm Furiosa Fendi.

### Brillen, Uhren und Schreibgeräte
Die Brillen-Linie enthält Korrektur- und Sonnenbrillen. Fendi verkauft zudem seit den späten 1980ern über eine Lizenzfirma Uhren.
Von 1989 bis 2000 bot Fendi zudem über eine Lizenzfirma exklusive Schreibgeräte an, dieser Vertrag wurde aber nicht verlängert.

## Produktfälschung
Besonders die mit dem Doppel-F-Logo versehenen Fendi-Handtaschen werden in großer Zahl gefälscht und auf dem Schwarzmarkt angeboten. Im Juni 2006 wurde Wal-Mart in den USA beschuldigt in den firmeneigenen „Sam’s-Club“-Geschäften gefälschte Fendi-Handtaschen, -Geldbeutel und -Schals zu verkaufen. Der Fall wurde im Juni 2007 per Vergleich entschieden, als sich Wal-Mart entschloss, Fendi eine ungenannte Summe für die Aufhebung der Anklage zu zahlen.

## Kritik
Das Unternehmen wird, wie alle Pelzanbieter, für die Verwendung von Pelzen von Tierschutzorganisationen wie PETA regelmäßig kritisiert und zum vollständigen Verzicht darauf aufgefordert. Auf der Mailänder Modewoche 2024 protestierten Aktivisten in diesem Zusammenhang direkt auf dem Laufsteg von Fendi.

## Boutiquen
Zum Stand Ende 2014 unterhielt Fendi auf allen Kontinenten (außer Antarktika) insgesamt 197 Boutiquen. Damit betrieb Fendi im Vergleich aller LVMH-Marken nach der Marke Louis Vuitton (ca. 450 Boutiquen, Stand Mitte 2014) die meisten Geschäfte. Fendi war zudem nach Louis Vuitton die umsatzstärkste Modemarke von LVMH. Die größte Anzahl von Fendi-Geschäften ist in Asien zu finden, gefolgt von Europa und danach Nordamerika.
Fendi-Boutiquen, zum Teil als Shop-in-Shop, in Deutschland:
- Berlin: im KaDeWe, nur Accessoires
- Düsseldorf: Vollsortiment-Boutique
- Hamburg: im Alsterhaus, nur Accessoires
- München: Maximilianstraße, Vollsortiment-Boutique und im Oberpollinger, nur Accessoires

Fendi-Boutiquen in Österreich:
- Wien: Vollsortiment-Boutique

Fendi-Boutiquen in der Schweiz:
- Genf: Vollsortiment-Boutique
- Mendrisio: Outlet

## Film
- Fendi … vor der Show. Dokumentarfilm, Frankreich, 2009, 52 Min., Buch und Regie: Loïc Prigent, Produktion: arte France, Sundance Channel, Deralf, Story Box Press, Erstsendung: 14. Januar 2010 bei arte.[14]